# Josephinenschule
Die Josephinenschule-Oberschule in Chemnitz (früher Fritz-Heckert-Oberschule) liegt am Josephinenplatz.
1898 wurde sie gegründet. 768 Schüler in 19 Klassen besuchten damals die Schule. Sie wurden von einem Direktor, einem Oberlehrer, zehn ständigen Lehrern und zwei Hilfslehrern unterrichtet, die das Lehrerkollegium bildeten. Die Schule war früher in zwei voneinander getrennten Gebäuden für Buben und Mädchen aufgeteilt.
Doch im Zweiten Weltkrieg wurde ein Teil der Schule zerstört, als ein Luftangriff die davor stehende Kirche vollständig zerbombt hatte. Am 6. November 1997 wurde die Josephinenschule dank Gelder der EU-Initiative zur Rekonstruktion wieder eröffnet. Nach Schließung vieler Schulen in ganz Chemnitz ist diese Schule eine der noch wenigen voll agierenden Oberschulen.
In der Nacht zum 16. März 2007 löste sich ein Rohrstopfen im Chemiezimmer, der 10.000 Liter Wasser vom 2. Stock bis in den Keller fließen ließ. Damals sorgte diese Tatsache für Aufsehen und Schlagzeilen in vielen Medien in Chemnitz und Umgebung.
Die Josephinenschule ist seit dem Sommer 2007 eine Schule mit Ganztagsangeboten.